# 모나가스주

모나가스 주의 위치

모나가스주(스페인어: Estado Monagas)는 베네수엘라 북동부에 위치한 주로 주도는 마투린이며 면적은 28,900km2, 인구는 908,626명(2010년 6월 30일 기준)이다. 1909년에 신설되었으며 13개 지방 자치체를 관할한다. 북쪽으로는 수크레 주, 남쪽으로는 볼리바르 주, 동쪽으로는 델타아마쿠로 주와 대서양, 서쪽으로는 안소아테기 주와 접한다.

## 같이 보기
- 베네수엘라의 주